# إغناسيو ماجانتو
إغناسيو ماجانتو (بالإسبانية: Ignacio Maganto)‏ (2 يناير 1992 بمدريد في إسبانيا - ) هو لاعب كرة قدم إسباني في مركز الوسط. لعب مع لوس أنجلوس غلاكسي ولوس انجلوس غالاكسي 2 وريدينغ يونايتد إيسي.

## وصلات خارجية
- إغناسيو ماجانتو على موقع الدوري الأمريكي (الإنجليزية)
- إغناسيو ماجانتو على موقع قاعدة بيانات كرة القدم.إي يو (الإنجليزية)
- إغناسيو ماجانتو على موقع Soccerway.com (الإنجليزية)
- إغناسيو ماجانتو على موقع AS.com (الإسبانية)